# Elmadi Żabraiłow
Elmadi Zajnajdijewicz Żabraiłow (ros. Эльмади Зайнайдиевич Жабраилов, ur. 6 września 1965 w Chasawiurcie) – radziecki i kazachski zapaśnik w stylu wolnym. Startował w kategorii do 82 kg.
Dwukrotny olimpijczyk. Srebrny medal na olimpiadzie w Barcelonie 1992 i piąty zawodnik Igrzysk w Atlancie 1996. Rozpoczynał karierę w barwach ZSRR. Na Igrzyskach w Barcelonie reprezentował WNP. Od 1993 zawodnik Kazachstanu.
Trzykrotny uczestnik Mistrzostw Świata, złoty medalista w 1989, srebrny w 1995. Trzy razy zdobył medal na Mistrzostwach Europy, złoty w 1991. Drugi na Igrzyskach Azjatyckich z 1994, Mistrz Azji w 1995 i Igrzysk Azji Wschodniej w 1997 roku.
Mistrz ZSRR w 1989, drugi w 1990 i 1991 roku. Złoty medal mistrzostw WNP w 1992 roku.
Jego brat, Łukman Żabraiłow, reprezentował Mołdawię w zapasach podczas Igrzysk w Atlancie 1996. Zajął 9. miejsce.